# الودی تومیس

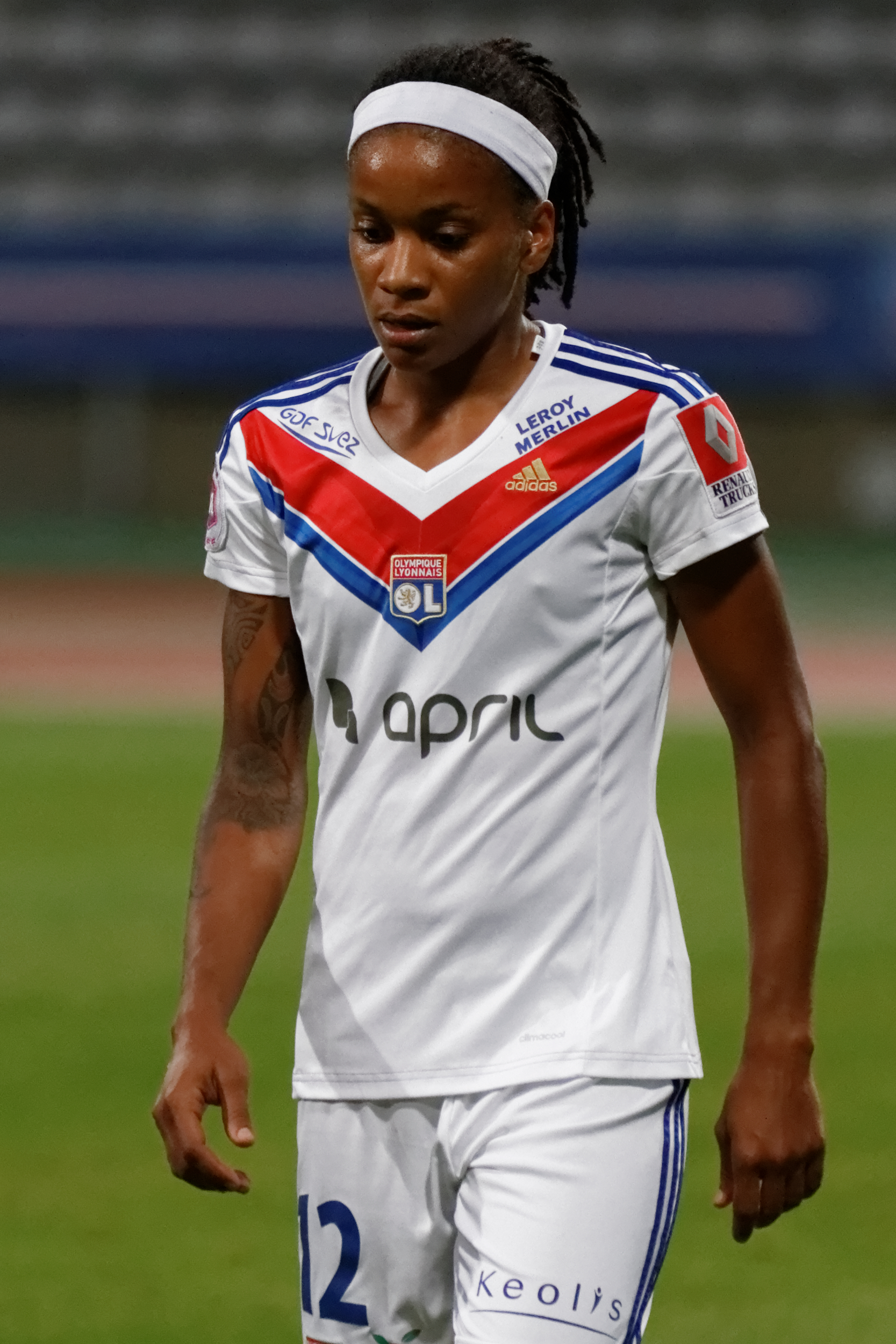

آلودی ژینت تومیس (فرانسوی: Élodie Ginette Thomis‎؛ زادهٔ ۱۳ اوت ۱۹۸۶) یک بازیکن زن فوتبال اهل کشور فرانسه است. وی هم‌اکنون برای باشگاه فوتبال زنان المپیک لیون در لیگ برتر زنان فرانسه بازی می‌کند. او هم به عنوان وینگر یا مهاجم بازی می‌کند و از نظر سرعت بازی در مقام مقایسه با تیری آنری و سیدنی گووو در تیم ملی فوتبال فرانسه قرار می‌گیرد.تومیس پرورش‌یافته بخش زنان آکادمی فوتبال کلیرفونتین است و هم‌اکنون بازیکن تیم ملی فوتبال زنان فرانسه است. اولین حضور او در تیم فرانسه در ژوئن ۲۰۰۵ و در رقابت‌های مسابقات فوتبال زنان اروپا ۲۰۰۵ و در مقابل ایتالیا بود.